# دانييل ريتشه
دانييل ريتشه (بالألمانية: Daniel Reiche)‏ (مواليد 14 مارس 1988) لاعب كرة قدم ألماني يلعب حاليا لصالح نادي الدرجة الأولى فولفسبورغ الألماني منذ 2003 في مركز قلب الدفاع .

## روابط خارجية
- دانييل ريتشه على موقع قاعدة بيانات كرة القدم.إي يو (الإنجليزية)
- دانييل ريتشه على موقع بيانات كرة القدم. دي إي (الألمانية)
- دانييل ريتشه على موقع Soccerway.com (الإنجليزية)
- دانييل ريتشه على موقع عالم كرة القدم.نت (الإنجليزية)
- دانييل ريتشه على موقع كووورة
- دانييل ريتشه على موقع GSA (الإنجليزية)